# Stazione di Macerata Fontescodella
La stazione di Macerata Fontescodella è una fermata ferroviaria posta sulla linea Civitanova Marche-Fabriano. Serve il quartiere di Fontescodella della città di Macerata.

## Storia
È entrata in funzione il 10 gennaio 2005.